# 1869年大西洋飓风季
1869年大西洋飓风季是大西洋飓风数据库中第一个热带气旋达到两位数的大西洋飓风季。起初气象学界以为本季只有三场风暴，但经现代重新分析发现另外还有七个气旋形成。此外，考虑到上个世纪缺乏包括气象卫星在内的现代观测手段，基本上只有那些在海上遇到船只或是吹袭有人类居住陆地的风暴才有文献记载，所以实际形成的热带气旋可能更多。气象学家克里斯托弗·朗诗（Christopher W. Landsea）估计，1851至1885年间实际形成的风暴数量可能比数据库中要多零到六场。全季所有热带天气活动都发生在8月中旬至10月上旬的短短两个月内。
全季十场风暴中有七场达到飓风强度，四场曾登陆美国。按强度来看，全季有四个气旋并列最强，在现代萨菲尔-辛普森飓风等级下属三级飓风标准，其中一个还以最高强度袭击新英格兰并造成严重破坏，至少夺走一条人命。萨克斯比风暴是本季最有名的飓风，因英国皇家海军军官··萨克斯比提前近一年预测而得名，是有纪录以来首场在缅因州产生飓风强度狂风的风暴。气旋引起重大破坏和严重洪灾，沿途共夺走37条人命，并以芬迪湾沿岸灾情最为严重，海潮高达21.6米。

## 风暴

### 第一号飓风
8月12日，本季第一个热带气旋在纽芬兰岛开普雷斯（Cape Race）东南方向约800公里海域出现。风暴的移动路线已不可考，确认存在的时间仅有24小时，主要依据是三艘船只的观测记录。其中第二艘是“普林兹·弗雷德里克·卡尔号”（Prinze Frederik Carl）三桅帆船，所有的船帆都受到破坏。美国国家海洋和大气管理局大西洋海洋学和气象实验室下属的飓风研究部经评估认为，风暴这天是向东北方向移动，同时根据多份船只观测记录推测其最高风力时速为165公里，在现代萨菲尔-辛普森飓风等级下属二级飓风标准。

### 第二号飓风
8月16日，路易斯安那州以南的墨西哥湾西南部洋面已有强烈飓风存在，估计其持续风速达到每小时165公里。风暴向西移动，从马塔戈达岛吹袭德克萨斯州后又从该州里菲吉奥县小镇里菲吉奥（Refugio）附近经过。气旋在陆地上空快速减弱，最终于8月17日晚消散。里菲吉奥和卡尔霍恩县的印第安诺拉（Indianola）灾情最为严重，印第安诺拉部分码头和船只因大浪受损，风暴潮还将部分街道淹没，水深有0.3米。狂风将多幢房屋和一座教堂刮倒，还刮掉许多建筑的屋顶。阿瑟港的萨宾帕斯（Sabine Pass）有多种水果作物被狂风摧毁。

### 第三号飓风
8月27日，皇家蒸汽邮包公司的一艘船在百慕大和亚速尔群岛之间的中途海域附近发现飓风，该船的观测纪录是这场风暴存在的唯一证据。估计气旋是向西北偏北移动，持续风速约为每小时130公里，但具体发展历程已不可考。

### 第四号热带风暴
9月1日，巴哈马以东洋面出现热带风暴，对从拿骚出发前往纽约的一艘双桅横帆船构成重创。气旋总体向东北移动，又于9月2日导致百慕大附近另一艘船受损。

### 第五号飓风
9月4日，墨西哥湾北部有飓风存在并朝西北偏北前进。次日，气旋以风力时速130公里强度从路易斯安那州东南部登岸，从新奥尔良西侧经过，最终于9月6日清晨消散。风暴沿途普降暴雨并引发洪灾，狂风将树木连根拔起，还导致栅栏受损。高潮的海潮将格兰德艾尔淹没，水深达到0.6米。

### 第六号飓风
9月7日，三艘船只在巴哈马和百慕大之间的西大西洋上空观测到飓风强度狂风。风暴向北沿美国东岸平行移动，对许多船只构成影响，其中一艘测得956毫巴（百帕，28.24英寸汞柱）气压，表明气旋已成为强劲飓风。9月8日晚，风暴达到持续风速每小时185公里、最低气压950毫巴（百帕，28.05英寸汞柱）的最高强度。掠过纽约长岛后，气旋略有减弱，但又以最高强度登陆罗德岛州西南部，成为有纪录以来第一个以大型飓风强度吹袭新英格兰的热带气旋，截至2016年11月，这种情况还只发生过四次，另外三次分别是1938年新英格兰飓风、1944年大西洋大飓风和1954年的飓风卡罗尔。
风暴登陆时结构紧凑，估计宽度为97公里。不过，气旋中心以西不到16公里处却没有测得强风。飓风产生2.4米高的风暴潮，不过此时正适退潮，所以破坏程度得以减轻。罗德岛州的普罗维登斯沿海有多个码头因大浪受损并被淹没。风暴在陆地上空迅速减弱，于9月9日清晨以飓风下限强度从波士顿以西不远处经过。该市受到严重破坏，许多树木倒塌。纽约至波士顿的电报线路全部中断，不过气旋产生的暴雨也有利好的一面。飓风在缅因州上空消散后不久，马萨诸塞州确认有一人丧生。缅因州近海有一艘双桅纵帆船倾覆，船上只有一人生还。

### 第七号飓风
9月11日，有船只在南美洲和佛得角之间的中途海域附近发现飓风。风暴总体朝西北偏西移动，大风对另外多艘船只构成破坏。9月15日，一艘从圣托马斯岛前往英格兰的船只遇到气旋并测得979毫巴（百帕，28.9英寸汞柱）气压，表明飓风的最强持续风速为每小时165公里。到了9月16日，飓风已在转向北上、之后又转朝东北移动期间略有减弱，最终于9月18日以热带风暴强度从亚速尔群岛西侧经过后失去踪影。

### 第八号热带风暴
9月14日，“新月波号”（Crescent Wave）三桅帆船在小安的列斯群岛和佛得角之间的中途附近洋面遭遇狂风暴雨，该船的观测纪录也是这场风暴存在的仅有证据。此时气旋距西侧的第七号飓风至少相隔970公里。

### 第九号热带风暴
10月1日，“珍妮号”（Jenny）双桅横帆船在波多黎各南岸近海发现“持续三天的大风”，表明附近有热带风暴存在。虽然气旋位置同加勒比地区多个岛屿很近，但没有任何陆地受到风暴影响。

### 第十号飓风
10月4日，有船只在北卡罗莱纳州东南近海观测到本季最后一场飓风。风暴向东北移动，估计持续风速为每小时165公里，于10月4日晚经过鳕鱼角。沿海岸线移动期间，气旋降下暴雨，并以康涅狄格州哈特福德县的坎顿（Canton）降雨量最高，达311毫米。飓风产生的最强风力没有影响马萨诸塞州，但风暴数小时后就以最高强度吹袭缅因州波特兰东侧附近，成为历史上首场在该州产生飓风强度狂风的风暴。截至2016年11月，这种情况一共只发生过六次，另外五次分别是1953年的飓风卡罗尔、1954年的飓风埃德娜、1960年的飓风唐娜、1969年的飓风格尔达和1985年的飓风格洛丽亚。暴雨在缅因州引发大面积洪灾，狂风将至少90幢房屋摧毁。飓风在陆地上空迅速减弱，然后转向东北进入加拿大大西洋省份，最终于10月5日在圣罗伦斯湾附近消散。
英国皇家海军的··萨克斯比（S.M. Saxby）中校于1868年11月预测1869年10月5日会有异常强烈的风暴产生非常高的风暴潮，但没有具体说明风暴的位置，飓风因此得名萨克斯比风暴。虽然新英格兰受到气旋重创，但灾情却是以加拿大大西洋省份的芬迪湾沿岸地区最为严重。飓风产生高约2.1米的风暴潮，同狂风、低气压及当地常见的高涨海潮共同影响，在海湾产生高达21.6米的潮汐。高涨的海潮突破新不伦瑞克沿海堤防，引发大面积洪灾，导致许多牛、羊死亡，多条道路受到冲蚀。坎伯兰盆地（Cumberland Basin）的洪水将两艘船冲上陆地并深入内陆五公里远。蒙克顿的水位比之前的历史最高水位还高两米。缅因州、新不伦瑞克和纽约共有37人遇难。